# Касодеј (Канзас)
Касодеј (енгл. Cassoday) град је у америчкој савезној држави Канзас.

## Демографија
По попису из 2010. године број становника је 129, што је 1 (-0,8%) становника мање него 2000. године.
| Група             | 2000.       | 2010.       |
| Белци             | 125 (96,2%) | 123 (95,3%) |
| Афроамериканци    | 0 (0,0%)    | 2 (1,6%)    |
| Азијати           | 0 (0,0%)    | 1 (0,8%)    |
| Хиспаноамериканци | 5 (3,8%)    | 0 (0,0%)    |
| Укупно            | 130         | 129         |